# Ingrid Claes (taekwondoka)
Ingrid Claes is een voormalig Belgisch taekwondoka.

## Levensloop
Claes behaalde in 1984 brons op het Europees kampioenschap te Stuttgart in de klasse -68kg. Daarnaast behaalde ze eenmaal brons en eenmaal zilver op het Open Duits kampioenschap, alsook eenmaal brons op het Open Deens kampioenschap.

## Palmares
- Europees kampioenschap -68kg: 1984
- Open Duits kampioenschap: 1983
- Open Duits kampioenschap: 1984
- Open Deens kampioenschap: 1982